# Маркус Форсс
Маркус Форсс (фін. Marcus Forss, нар. 18 червня 1999, Турку) — фінський футболіст, нападник англійського «Мідлсбро» і національної збірної Фінляндії.

## Клубна кар'єра
Народився 18 червня 1999 року в місті Турку. 2012 року перебрався до Англії, приєднавшись до футбольної академії «Вест-Бромвіч Альбіон», з якої 2017 року перейшов до системи підготовки гравців «Брентфорда».
У дорослому футболі дебютував 2018 року виступами за головну команду «Брентфорд» у другому дивізіоні Англії. 
Задля отримання постійної ігрової практики 2019 року приєднався на умовах оренди до третьолігового «Вімблдона», у складі якого відзначився 11-ма голами у 18 іграх.
Повернувшись влітку 2020 року до «Брентфорд», став стабільним гравцем основного складу команди і допоміг їй посісти 3-тє місце у Чемпіоншипі, а згодом через плей-оф здобути підвищення до Прем'єр-ліги.

## Виступи за збірні
Протягом 2018–2020 років залучався до складу молодіжної збірної Фінляндії. На молодіжному рівні зіграв у 3 офіційних матчах, забив 1 гол.
Нприкінці 2020 року дебютував в офіційних матчах у складі національної збірної Фінляндії. У своїй дебютній грі за першу збірну відзначився забитим голом, допомігши їй здобути сенсаційну перемогу над командою Франції (2:0).
| Дата       | Місто         | Господарі | Результат | Гості     | Турнір                               | Голи | Примітки |
| ---------- | ------------- | --------- | --------- | --------- | ------------------------------------ | ---- | -------- |
| 11-11-2020 | Сен-Дені      | Франція   | 0 – 2     | Фінляндія | товариський матч                     | 1    |          |
| 15-11-2020 | Софія (місто) | Болгарія  | 1 – 2     | Фінляндія | Ліга націй УЄФА 2020-2021 - 1-й етап | -    | 35'      |
| 18-11-2020 | Кардіфф       | Уельс     | 3 – 1     | Фінляндія | Ліга націй УЄФА 2020-2021 - 1-й етап | -    | 89'      |
| 31-3-2021  | Санкт-Галлен  | Швейцарія | 3 – 2     | Фінляндія | товариський матч                     | -    | 65'      |
| 4-6-2021   | Гельсінкі     | Фінляндія | 0 – 1     | Естонія   | товариський матч                     | -    | 46'      |
| Усього     |               | Матчів    | 5         |           | Голів                                | 1    |          |